# Campanula balfourii
Campanula balfourii är en klockväxtart som beskrevs av János Johannes Wagner och Friedrich Vierhapper. Campanula balfourii ingår i släktet blåklockor, och familjen klockväxter. IUCN kategoriserar arten globalt som livskraftig.
Artens utbredningsområde är Socotra. Inga underarter finns listade i Catalogue of Life.